# Somnul (pictură)
Somnul este o pictură erotică în ulei pe pânză a artistului francez Gustave Courbet creată în 1866. Tabloul, care înfățișează un cuplu de lesbiene, mai este cunoscut și sub numele de Cele două prietene (Les Deux Amies) și Indolența și pofta (Paresse et Luxure).

## Istorie
Somnul a fost inițial comandat de diplomatul turc și colecționar de artă de la sfârșitul epocii otomane, Halil Șerif Pașa, care locuia la Paris din 1860. Nu a fost permisă expunerea picturii în public până în 1988, la fel ca o serie de alte lucrări ale lui Courbet, cum ar fi Originea lumii. Când Somnul a fost expus de un comerciant de tablouri în 1872, a devenit subiectul unui raport al poliției. Unul dintre modelele pentru tablou a fost Joanna Hiffernan, care era amanta pictorului James Abbott Whistler la acel moment. Relația lui Whistler cu Hiffernan s-a încheiat la scurt timp după aceea, iar părerea sa despre Courbet s-a înrăutățit.
Enciclopedia istoriilor și culturilor lesbiene și homosexuale descrie Somnul ca fiind o pictură „celebră”. Tabloul a creat un impact în arta secolului al XIX-lea, deoarece, după expunerea publică a tabloului Somnul, o serie de artiști contemporani au fost influențați de tema cuplurilor de lesbiene. Repetiția acestei teme a contribuit la scăderea tabuurilor asociate cu relațiile lesbiene.
În prezent, Somnul se află în colecția Petit Palais, un muzeu din Paris.

## Descriere
Tabloul prezintă două femei dezbrăcate care dorm pe un pat încolăcite într-o îmbrățișare erotică, odihnindu-se după un raport sexual.
Decorul este un dormitor cu diverse textile și mobilier ornamental. În fundal se află o perdea de catifea de culoare albastru închis, iar în colțul din dreapta o masă cu o vază decorativă cu flori. În prim-plan se află o măsuță de lemn pe care se află trei obiecte - un flacon colorat (un vas mic), o vază de cristal transparent și o ceașcă. Cu excepția acestor câteva obiecte de mobilier, nu există nimic în tablou care să umbrească imaginea principală - femeile.
Una dintre femeile care doarme este roșcată, iar cealaltă este brunetă. Un colier de perle rupt și un ac de păr împrăștiate în pat fac referire la natura activității lor anterioare.

## Analiză
Tabloul a fost inspirat de poemul lui Charles Baudelaire Delphine et Hippolyte. Somnul a fost interpretat ca o pictură realistă, care detaliază trupurile fără a trece cu vederea imperfecțiunile acestora.